# Masatopes affinis
Masatopes affinis là một loài bọ cánh cứng trong họ Cerambycidae.